# Bahon
Bahon, in creolo haitiano Bawon, è un comune di Haiti facente parte dell'arrondissement di Grande-Rivière-du-Nord nel dipartimento del Nord.